# Ландо II (Капуа)
Вижте пояснителната страница за други личности с името Ландо (Капуа).
Ландо II (на италиански: Lando II; Landon; † сл. 887) е шест месеца през 861 г. третият лангобардски гасталд (граф) на Княжество Капуа.

## Биография
Той е най-големият син и наследник на гасталд граф Ландо I († 860/861) и съпругата му Авоара.
През 860/861 г. той наследява баща си като граф, но след шест месеца е сменен от чичо му Пандо († сл. 862), вторият син на Ландулф I. Ландо II за компенсация получава Каяцо.
Той се жени втори път 884 г. за дъщерята на херцога на Неапол Сергий II († сл. 877), племенница на епископ и херцог Атанасий от Неапол († 898), но и с неговата помощ не получава обратно Капуа.